# 日毛大楼
日毛大楼位于新京市大同大街211-213号（今长春市人民大街北安路口西北），为日本毛织株式会社（简称“日毛”，是收购满蒙毛织原料、生产毛织品的日本垄断企业）的办公楼。
大楼于1935年12月11日开工，1936年12月10日竣工，地上四层，建筑面积4600平方米。整座建筑造型生动活泼，转角处设计成弧线形，楼体立面由水平和垂直的条形窗带及楼端的圆孔窗组成，顶部设有高大的混凝土旗杆座。
大楼一层为商店，二层用于事务所，三层以上用作宿舍。满映成立之初，曾借用该楼二层办公。
该楼长期由吉林省建筑设计院使用，1988年在楼顶另加建两层，旗杆座未予保留。此楼现为长春市文物保护单位。